# Circuit RC

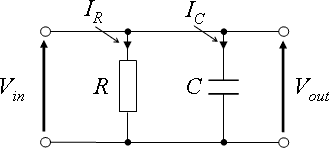
Un circuit RC en paral·lel.

Un  Circuit RC  és un circuit elèctric compost de resistors i condensadors alimentats per una font elèctrica. Un Circuit RC de primer ordre està compost d'un resistor i un condensador i és la forma més simple d'un circuit RC.
Els circuits RC es poden utilitzar per filtrar un senyal en bloquejar certes freqüències i deixar-ne passar unes altres. Els filtres RC més comuns són el filtre passa-alt, filtre passa-baix, filtre passa-banda, i el filtre notch.
Hi ha tres components bàsics en el circuit : la resistència (R), el condensador (C), i l'inductor (L). Aquests poden ser combinats en el circuit RC, el circuit RL, el circuit LC, i el circuit RLC, amb les abreviatures que indiquen els components que s'utilitza. Aquests circuits, entre ells, presenten un gran nombre d'importants tipus de comportament que són fonamentals per a la major part de l'electrònica analògica. En particular, són capaços d'actuar com a filtres passius. En aquest article es considera que el circuit RC, en ambdues sèries i formes paral·leles, com es mostra en els següents diagrames.
En aquest article es basa en el coneixement de la representació impedància complexa de condensadors i en el coneixement de la representació en el domini de freqüència dels senyals.